# 히구치 히로키
히구치 히로키(일본어: 樋口 寛規, 1992년 4월 16일 ~ )는 일본의 축구 선수이다. 현재 J3리그의 후쿠시마 유나이티드 FC에서 뛰고 있다.

## 구단 경력
그는 2011년부터 J리그의 시미즈 에스펄스, FC 기후, 쇼난 벨마레, SC 사가미하라, 후쿠시마 유나이티드 FC에서 뛰었다.